# Principe d'entropie maximale
Le principe d'entropie maximale consiste, lorsqu'on veut représenter une connaissance imparfaite d'un phénomène par une loi de probabilité, à :
- identifier les contraintes auxquelles cette distribution doit répondre (moyenne, etc) ;
- choisir de toutes les distributions répondant à ces contraintes celle ayant la plus grande entropie au sens de Shannon.

De toutes ces distributions, c'est en effet — par définition de l'entropie — celle d'entropie maximale qui contient le moins d'information, et elle est donc pour cette raison la moins arbitraire de toutes celles que l'on pourrait utiliser.
La distribution de probabilité obtenue sert ensuite de probabilité a priori dans un processus classique d'inférence bayésienne.
Le principe d'entropie maximale considère un principe d'équidistribution (principe d'indifférence de Laplace) et d'indépendance entre événements élémentaires ayant donné lieu à la distribution de probabilité. Il s'agit donc d'un a priori extrêmement « neutre », si toutefois l'espace d'hypothèses est bien choisi. Comme la mesure d'entropie de Shannon considère un ensemble d'états équiprobables, il peut être utile d'adapter l'espace d'hypothèses pour rendre les différents états équiprobables ou alors utiliser l'entropie relative pour normaliser l'expression par rapport à leur probabilités respectives a priori.

## Pages connexes
- Edwin Thompson Jaynes
- Troisième principe de la thermodynamique